# Euphyia iriguata
Euphyia iriguata är en fjärilsart som beskrevs av Franz Dannehl 1933. Euphyia iriguata ingår i släktet Euphyia och familjen mätare. Inga underarter finns listade i Catalogue of Life.